# Vera Cruz (Bahia)
Vera Cruz is een gemeente in de Braziliaanse deelstaat Bahia. De gemeente telt 37.539 inwoners (schatting 2009).